# Naming the enemy

Naming the enemy : anti-corporate movements confront globalization est l'ouvrage le plus connu de la sociologue américaine Amory Starr, paru en 2000 (éditions : Zed Books). Il n'est pas traduit en français.
Il est depuis un ouvrage de référence en sociologie des mouvements sociaux[réf. nécessaire].

## Principaux courants
Les mouvements anti-entreprises (anti corporate), appelés aussi dans le livre mouvements anti-mondialisation, sont regroupés par Starr en trois courants principaux : 
- les contestataires et réformistes, qui veulent rétablir une régulation du capitalisme, une gouvernance civique qui peut établir et renforcer un contrat social
- les partisans de la globalisation par le bas (en anglais : globalisation from below), qui comprend les internationalistes, le mouvement zapatiste, qui pour certains d'entre eux demandent le contrôle des entreprises par l'État, le renversement des gouvernements existants par une révolution populaire.
- les "déconnexionnistes" (de l'anglais delinking) qui demandent une restructuration radicale de l'économie et une coupure volontaire du marché global.  Dans ce courant se retrouvent les associations promouvant des initiatives locales, des anarchistes, des communautés autonomes, des associations expérimentant des initiatives de monnaie locale, de crédit alternatif[n 1], etc.

Amory Starr a inclus dans son livre sa méthodologie, les questions sur lesquelles elle s'est basée pour faire son analyse du contenu des revendications des mouvements.
Après une présentation des trois courants principaux, Starr présente, dans le dernier chapitre, de loin le plus volumineux, une analyse pour chaque courant : 
1. Naming the enemy : comment il conceptualise « l'ennemi » (p. 150)
2. comment ils s'organisent, créent des liens avec d'autres, dépassent les frontières idéologiques
3. qu'est ce qu'ils présentent comme alternatives politiques économiques (« alternative political economy » (p. 170)
4. relation avec la démocratie, la démocratie formelle, les valeurs démocratiques ... (p. 191)
5. conception de la nation et de la souveraineté (p. 200)
6. nommée Globalize this (globalisons cela ?), cette section est une invite à la réflexion ...

## Identification de l'Opposition
(semble-t-il selon la tradition sociologique d'Alain Touraine)[réf. nécessaire] avec l'identification de l'Opposition.  
Il s'agit de distinguer si tel mouvement social a des positions critiques vis-à-vis d'évolutions ou de phénomènes bien identifiés, plus précis que le simple mot capitalisme : 
Pour les acteurs de chaque tendance, Amory starr fait un tableau synthétique des réponses aux questions suivantes : le mouvement fait-il une 
- critique du capitalisme ?
- critique du néolibéralisme ?
- critique de la globalisation (mondialisation) ?
- critique de la croissance ?
- critique du consumérisme ?

et 
- les entreprises transnationales sont-elles néocoloniales ?
- le mouvement utilise-t-il une épistémologie alternative ?